# Arnold Heymann
Arnold Heymann (* 9. Oktober 1870 in Graz, Österreich-Ungarn; † 6. Oktober 1950 in Wien) war ein österreichischer Architekt.

## Leben
Arnold Heymann war der Sohn des gleichnamigen Architekten und Stadtbaumeisters Arnold Heymann. Er wurde zwar in Graz geboren, wuchs aber in Wien auf. Hier besuchte er die Höhere Staatsgewerbeschule in der Richtung Baufach und schloss 1891 mit der Matura ab. 1893 begann er ein Studium an der Akademie der bildenden Künste Wien bei Victor Luntz; da er aber das Schulgeld nicht bezahlen konnte, wurde er nach zwei Semestern von der Akademie verwiesen. Ab etwa 1895 war Heymann selbständig tätig, zu Beginn gemeinsam mit Josef Beer, der sein Mitschüler gewesen war. Bis zum Ersten Weltkrieg war er laufend mit Bauaufgaben beschäftigt, wobei er oder seine Frau teilweise auch als Bauherr auftraten. Nach dem Krieg sind keine Bauten Heymanns mehr nachzuweisen.
Arnold Heymann heiratete 1899 Rosa Klein, mit der er zwei Kinder hatte. Sein Sohn hieß ebenfalls Arnold Heymann und war Innenarchitekt. Heymann starb im Alter von 80 Jahren und wurde auf dem Wiener Zentralfriedhof bestattet.

## Werk
Arnold Heymann war im Stil des Späthistorismus tätig. Seine frühen Bauten bis etwa um 1900 waren bevorzugt im altdeutschen Stil gestaltet, danach wandte er sich dem als österreichischen Nationalstil angesehenen Neobarock zu. Vor allem die weniger repräsentativen Bauten konnten auch secessionistische Elemente enthalten. Bei seinen letzten Bauaufträgen, als das Neobarock nicht mehr modern war, wandte er sich vermehrt einer neoklassizistischen Gestaltung zu. Heymanns Bauten zeichnen sich durch reichen Dekor aus; manche Bauten erreichen sogar eine ausgesprochen starke Plastizität. Heymann war vor allem im Wohnbau tätig. Er errichtete auch zahlreiche Villen und war ein Spezialist für den Hotelbau.

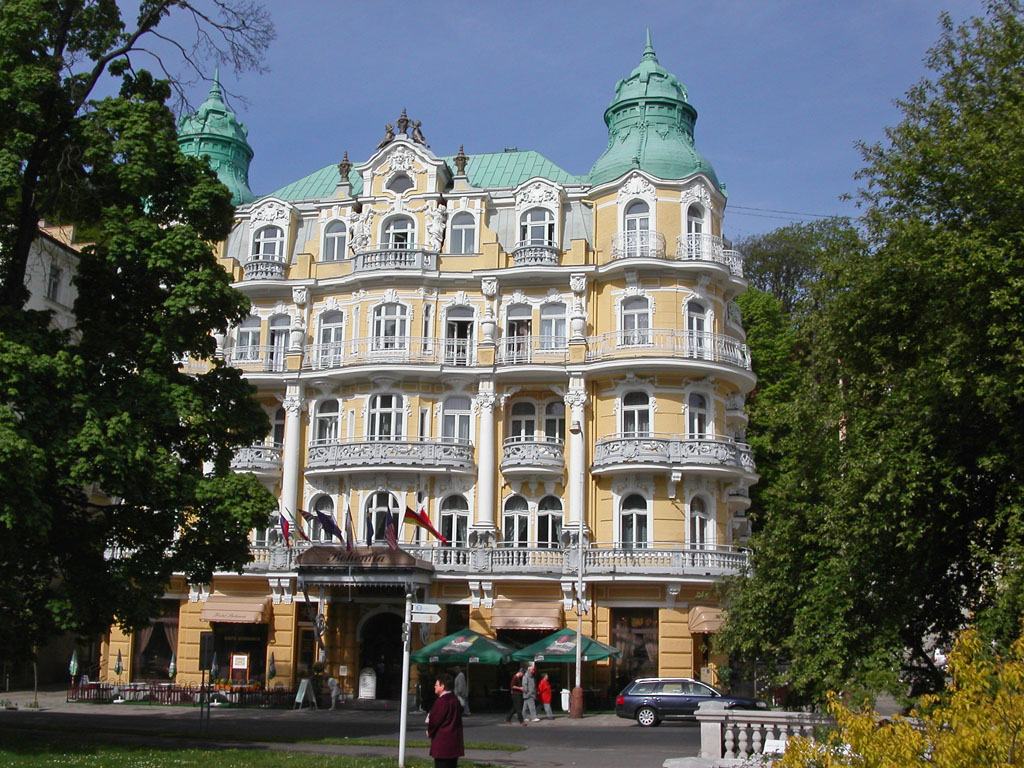
Marienbad, Palasthotel Fürstenhof (1904)

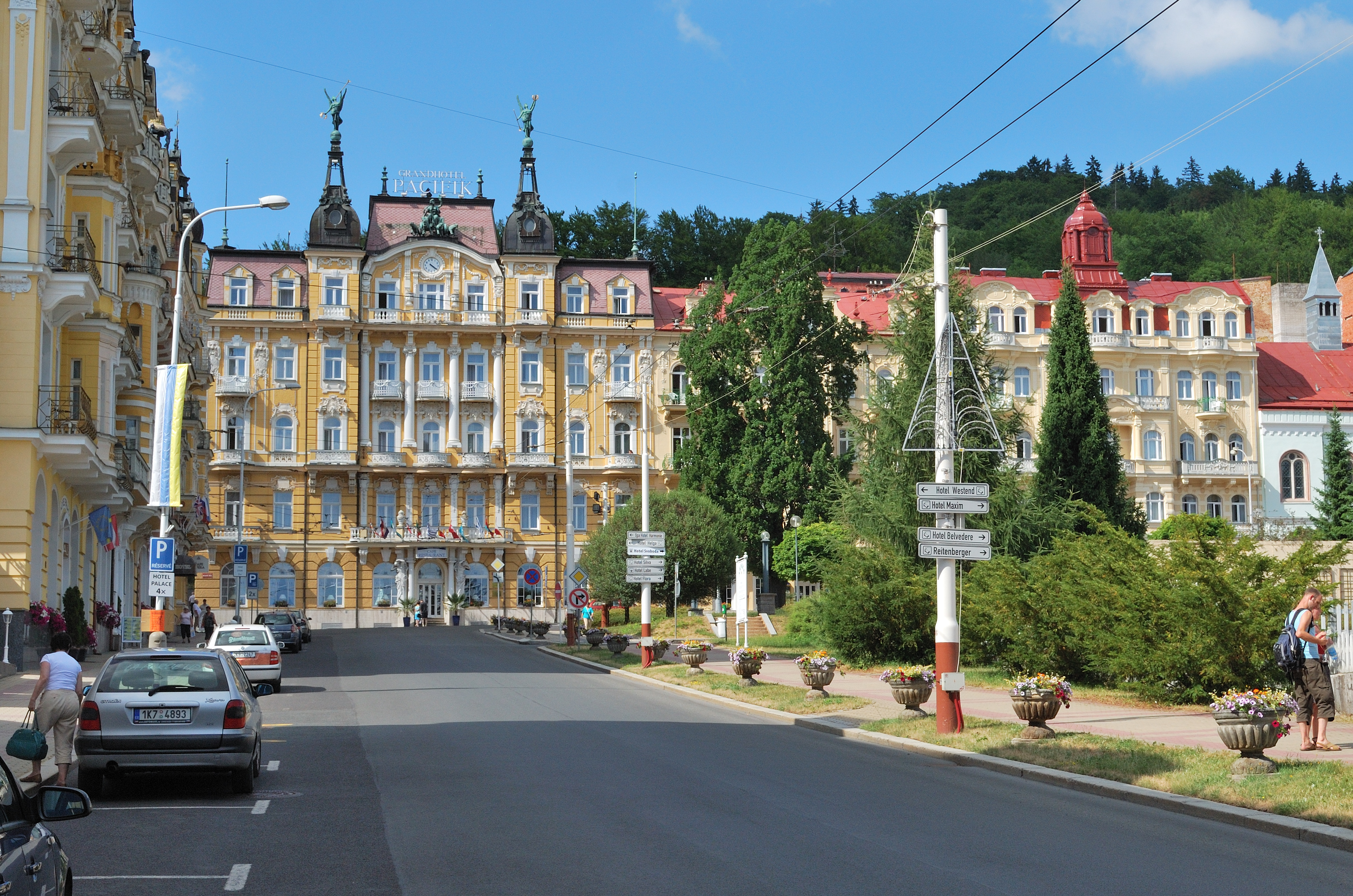
Marienbad, Grand Hotel Ott (um 1905)

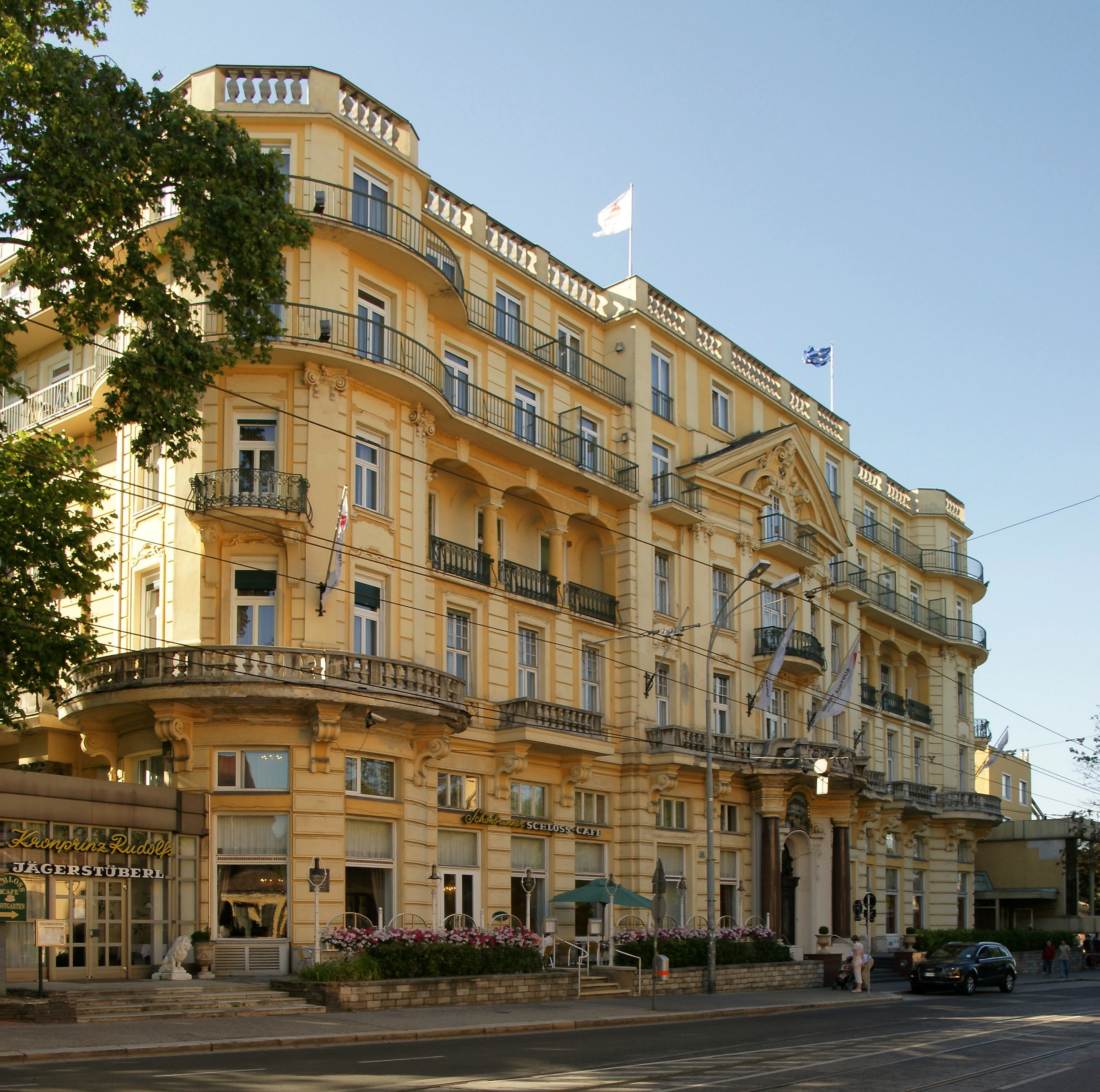
Wien, Parkhotel Schönbrunn (1907–1908)

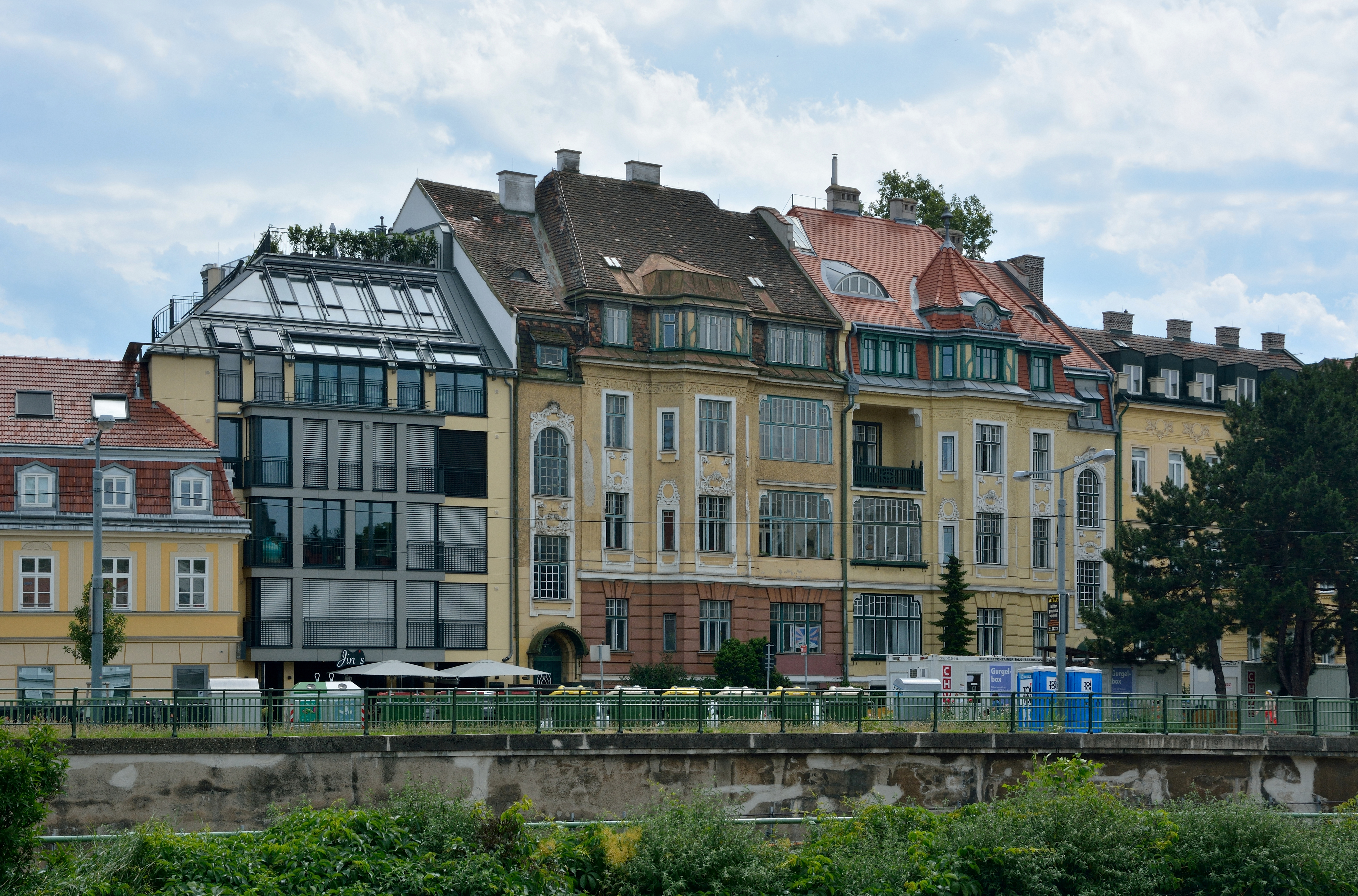
Wien, Eduard-Klein-Gasse 3, 5 (1907–1908)

- Wohn- und Geschäftshaus, Liechtensteinstraße 80, Wien 9 (um 1896), mit Josef Beer
- Miethaus, Hundsthurmerstraße Nr. unbekannt, heute Schönbrunner Straße, Wien 5 (1896), mit Josef Beer
- Miethaus, Bräuhausgasse 51, Wien 5 (1896), mit Josef Beer, abgerissen
- Wohn- und Geschäftshaus „Industriehof“, Neubaugasse 69 / Burggasse, Wien 7 (um 1896)
- Wohn- und Geschäftshaus, Pramergasse 25, Wien 9 (um 1896)
- Wohn- und Geschäftshaus, Neuer Markt 10–11, Wien 1 (1897–1898), unter Denkmalschutz
- Wohn- und Geschäftshaus „Marien-Schlössl“, Josefstädter Straße 71, Wien 8 (um 1898)
- Wohn- und Geschäftshaus, Wiedner Hauptstraße 101 / Laurenzgasse 15, Wien 4 (1898–1899)
- Miethaus, Linke Wienzeile 84 / Magdalenenstraße 15, Wien 6 (1898–1899)
- Miethaus, Döblinger Hauptstraße 71, Wien 19 (um 1899)
- Wohn- und Geschäftshaus, Tuchlauben 8, Wien 1 (1899), unter Denkmalschutz
- Wohn- und Geschäftshaus, Paulanergasse 7–9 / Wiedner Hauptstraße 28, Wien 4 (1900)
- Miethaus, Fillgradergasse 15, Wien 6 (1900)
- Miethaus, Speisinger Straße 16 und 18, Wien 13 (1903)
- Wohn- und Geschäftshaus, Alser Straße 45, Wien 8 (1903–1904)
- Anbau des Wohn- und Geschäftshauses „Johannes-Hof“, Gersthofer Straße 65, Wien 18 (1904), Johanneshof 1898 von Johann Evangelist Hatley errichtet
- Miethaus, Trauttmansdorffgasse 8, Wien 13 (1904)
- Umbau „Hotel Weimar“, Marienbad, Böhmen (1904)
- „Palasthotel Fürstenhof“ und Dependance Hotel „New York“, Marienbad, Böhmen (1904), heute Hotel Bohemia
- Miethaus, Altgasse 23–23A, Wien 13 (1904–1908)
- Wohn- und Geschäftshaus, Gumpendorfer Straße 93, Wien 6 (1904–1905), Fassadendekor abgeschlagen
- Miethaus, Wilhelmstraße 30, Wien 12 (1905)
- Restauration und Haus „Rübezahl“, Marienbad, Böhmen (um 1905)
- Grand Hotel Ott, Marienbad, Böhmen (um 1905), heute Hotel Pacific
- Haus „Merkur“, Marienbad, Böhmen (um 1905)
- Johannes-Nepomuk-Kapelle, Gersthofer Straße 65, Wien 18 (1905–1907), unter Denkmalschutz
- Miethäuser, Hadikgasse 176, 178 / Zehetnergasse 1, Wien 14 (1906–1907), mit Friedrich Gutmann
- Parkhotel Schönbrunn, Hietzinger Hauptstraße 12–14, Wien 13 (1907–1908), mehrfach umgebaut und aufgestockt
- Doppelhaus, Eduard-Klein-Gasse 3, 5, Wien 13 (1907–1908)
- Villa Fronz, Wambachergasse 2 / Jagdschloßgasse 4, Wien 13 (um 1909)
- Villa Posselt, Linz-Lustenau (um 1909)
- Wohn- und Geschäftshaus „Bräunerhof“, Stallburggasse 2 / Bräunerstraße 9, Wien 1 (1910–1911), unter Denkmalschutz
- Miethaus, Kaiserstraße 67–69, Wien 7 (1913), unter Denkmalschutz